# Альфорс, Бенгт
Бенгт Гуннар Рихард Альфорс (швед. Bengt Gunnar Richard Ahlfors; род. 28 декабря 1937, Хельсинки, Финляндия) — шведоязычный финский драматург, театральный и кинорежиссёр, писатель, сценарист. Автор более 30 пьес, многие из которых переведены на финский, английский и другие языки. Спектакли по его пьесам идут не только в театрах скандинавских стран, но и на подмостках Центральной Европы, Северной Америки и России. Лауреат медали «Pro Finlandia» (1993).

## Пьесы[3]
- Была весна (швед. I våras), 1963
- швед. Brecht om Brecht, 1965
- швед. Da capo, пьеса-ревю, в соавторстве с Бенедиктом Силлиакусом, 1966
- Где мой большой растрёпанный мишка? (швед. Var är min stora ludiga nalle?), 1966
- И что теперь?, 1968
- швед. Tjeckoslovakien, 1968
- Фигура (швед. Kropp), пьеса-кабаре, 1969
- швед. Medborgare, 1970
- 13–14–15: поговорим о нас, пьеса для юношества, в соавторстве с Кристиной Андерссон, 1970
- швед. Revykavalkad I ja II (Ettan och tvåan), 1971
- В трудные времена (швед. Hårda tider), 1973
- швед. Panik i Rölleby, 1975
- швед. Smugglarkungen, 1977
- Каждый за себя (фин. Piirileikki), в соавторстве с Юханом Баргумом и Клесом Андерссоном 1978
- швед. Teatterikomedia, 1983
- швед. En cabaret - en sång, 1985
- швед. Morkis, ревю, 1986
- Есть ли в Конго тигры? (швед. Finns det tigrar i Kongo?), в соавторстве с Юханом Баргумом, 1986
- швед. Soppan kallnar, minnet sviker, 1987
- швед. Cafecabaret, 1988
- Sekahaku(швед. Blandade känslor), 1988
- Подарок незнакомой женщине (швед. Morgongåvan), 1989
- швед. Maries barn, 1991
- Вечер в Александринском театре, 1991
- швед. Pladask, 1992
- Профуканное счастье (швед. Stulen lycka), 1994
- Русская рулетка (швед. Rysk rulett), 1996
- Пепел и аквавит (швед. Aska och Akvavit), 1999
- Когда ежи влюбляются (швед. När igelkottar älskar), 2000
- швед. Ahlfors bästa, 2000
- Казимир и Чарли, 2001
- фин. Vilgot Seikkailija, в соавторстве с Ларсом Хульденом, 2001
- Ягуар, 2003
- Последняя сигара, 2004
- Лифтоненавистник (швед. Hissvägraren), монопьеса, 2007
- Нота, 2009
- фин. Va va de ja sa!, 2012